# InfoPrice
InfoPrice é uma empresa de tecnologia e dados, startup brasileira de inteligência de negócios focada em pricing e precificação dinâmica para o varejo, criada para possibilitar a seus clientes, varejistas (supermercados, hipermercados, farmácias) e indústrias, melhorar suas margens, aumentar suas vendas e definir melhor suas estratégias de pricing, coletando dados através de hardware proprietário patenteado, facilitando o monitoramento de preços de concorrentes.

Uma curiosidade é que, um dos seus fundadores, Leonardo Sierra Monteiro foi ator mirim da série Disney CRUJ quando tinha 10 anos, seu personagem chamava Guelé que se transformava no revolucionário ultra jovem Chiclé.

## História
A InfoPrice foi fundada em 2013 por alunos da POLI/USP querendo mudar a forma de pesquisa e monitoramento de preços de concorrentes no varejo físico por meio de tecnologia e inteligência artificial, seus fundadores Paulo, Marcus, Gustavo e Leonardo começaram participando da Start-up Brasil, Programa Nacional de Aceleração de Startups, programa do governo federal, sendo considerada como uma das empresas mais inovadoras do país no ano de 2014, sendo acelerada pela Aceleratech, depois foi investida pelo Sieve Group, que em junho de 2015 foi adquirida pela B2W Digital. Em 2018 participou primeira edição do Lever Up, programa de aceleração da Unilever em parceria com a Liga Ventures.
No final de 2018 a InfoPrice após uma série A de 11 milhões retoma o controle acionário da empresa, através do fundo de investimento da Trivèlla M3, fundo criado por Marcel Malczewski ex-fundador da Bematech, após sua venda para a TOTVS. Em outubro de 2021 a InfoPrice fez uma rodada de investimento Série A captantado R$ 15 milhões liderada pela Indicator Capital e foi complementado pela TM3 Capital.

## SmartPrice
Um dispositivo patenteado de reprodução de código de barras, que facilita a coleta em varejo fisico, criado por Leonardo, ao co-fundar a InfoPrice.

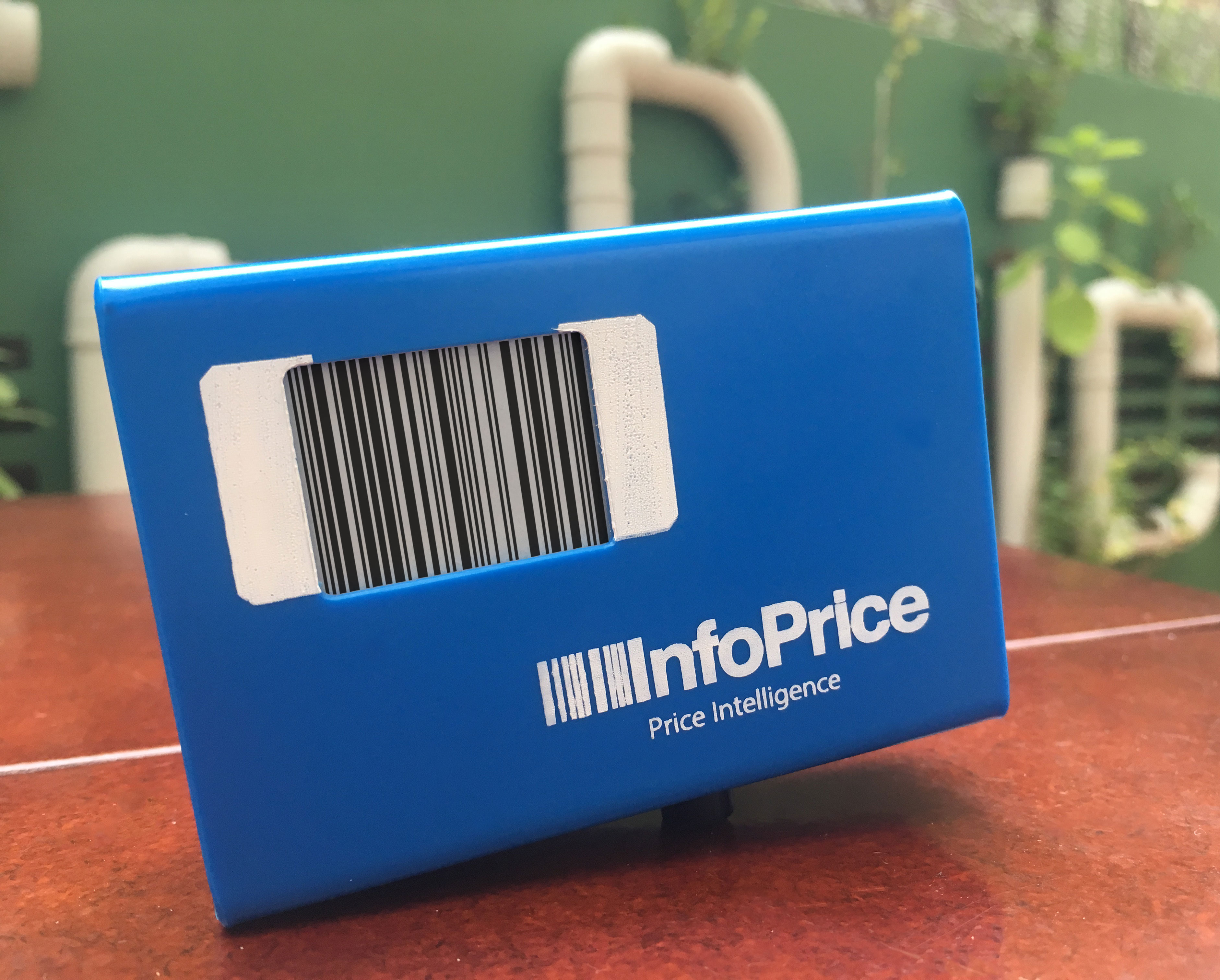
SmartPrice, para auxilio a coleta de preço